# Roxana Blanco
Pour les articles homonymes, voir Blanco.
Roxana Blanco, née à Montevideo le 6 novembre 1967, est une actrice uruguayenne de cinéma, de théâtre et de télévision. 

## Biographie
Roxana Blanco est la sœur du dramaturge Sergio Blanco.
Durant les années 1990, Roxana Blanco intègre l'EMAD, école de théâtre fondée par Margarita Xirgu et poursuit dès lors une carrière dans le théâtre uruguayen. En 2012, elle intègre la Comedia Nacional, académie officielle de théâtre de l'Uruguay.
Parallèlement, sa carrière dans le cinéma et la télévision lui confère une reconnaissance internationale. Elle joue notamment dans Artigas: La Redota, de César Charlone, La demora, de Rodrigo Plá et El muerto y ser feliz, de Javier Rebollo.
En 2005, elle est consacrée meilleure actrice au Festival de cinéma de Biarritz, en France, pour son rôle dans Alma mater, film d'Álvaro Buela.

## Théâtre
- Rêve d'automne, de Jon Fosse
- El lector por horas, de José Sanchis Sinisterra
- La Preuve, de David Auburn
- Le Sang, de Sergi Belbel
- Agatha, de Marguerite Duras
- Macbeth, de William Shakespeare
- Cyrano de Bergerac, d'Edmond Rostand
- Roberto Zucco, de Bernard-Marie Koltès
- Richard III, de William Shakespeare
- Mademoiselle Rose ou le Langage des fleurs, de Federico García Lorca
- Les Troyennes, d'Euripide
- Cabaret, de Bob Fosse
- Tango, de Sławomir Mrożek